# Klisura, Republica Macedonia
Klisura (chirilică: Клисура) este un sat situat în partea de sud a Republicii Macedonia. Aparține administrativ de comuna Demir Kapija. La recensământul din 2002 satul avea 3 locuitori.